# ステップアップLOVE
「ステップアップLOVE」（ステップアップラブ）は、日本のシンガーソングライターである岡村靖幸とDAOKOが、DAOKO×岡村靖幸名義で発売した4作目のシングル。

## 概要
岡村は「ラブメッセージ」以来2年振り、DAOKOとしては前作「打上花火」から2ヶ月振りのシングル。期間限定盤、通常盤A、通常盤Bの3形態で発売。
カップリングは各盤で異なる。
期間限定盤は血界戦線の音楽を担当する岩崎太整作曲・編曲の「TOKYO-KICK-ASS」、通常盤AではDAOKOによる岡村の曲「カルアミルク」カバー、通常盤Bでは岡村のソロ曲としてテレビプロデューサー・土屋敏男の初監督映画『We Love Television?』主題歌「忘らんないよ」をそれぞれ収録。
期間限定盤付属DVDには「血界戦線 SPECIAL EDITION MUSIC VIDEO」が収録される。
ジャケット写真は、期間限定盤が血界戦線に登場するキャラクター「レオナルド・ウォッチ」、通常盤AがDAOKO、通常盤Bが岡村となっている。

## 収録曲
1. ステップアップLOVE [4:14]
  - 作詞 : DAOKO、岡村靖幸 / 作曲・編曲 : 岡村靖幸

岡村靖幸がプロデュースした、コラボレーション楽曲。ミュージックビデオは、DAOKOと岡村がダンス対決をする内容。監督児玉裕一、振付MIKIKO、バックダンサーELEVENPLAY[3][4]。
2. TOKYO-KICK-ASS
  - 作詞 : DAOKO / 作曲 : 岩崎太整、DAOKO / 編曲 : 岩崎太整

期間限定盤のみ収録。
3. カルアミルク
  - 作詞・作曲 : 岡村靖幸 / 編曲 : 小島英也

通常盤Aのみ収録。岡村の14作目のシングル「カルアミルク」をDAOKOがリアレンジカバーした楽曲。
4. 忘らんないよ
  - 作詞・作曲・編曲 : 岡村靖幸

通常盤Bのみ収録。岡村によるソロ楽曲。

## タイアップ
- テレビアニメ『血界戦線 & BEYOND』エンディングテーマ (#1)
- 日活配給系映画『We Love Television?』主題歌 (通常盤B #2)